# Бронзовий птах (фільм)
«Бронзовий птах» (рос. «Бронзовая птица») — білоруський радянський дитячий художній фільм 1974 року, продовження фільму «Кортик» 1973 року, друга частина трилогії «Кортик» — «Бронзовий птах» — «Останнє літо дитинства». Знятий за повістю Анатолія Рибакова «Бронзовий птах».

## Сюжет
Піонерський загін, у який входять Міша, Гена, Слава (герої фільму «Кортик»), виїжджає на літо в наметовий табір, розташований в колишньому маєтку графа Карагаєва. Це зовсім особливе місце: колишня дворянська садиба, у якій дотепер живе стара дама, за чутками — сама графиня. Але найцікавіше у тім, що десь поруч із садибою заховано скарб. Шлях до нього повинен вказати бронзовий птах — стародавня скульптура, встановлена в садибі. Уночі до багаття піонерів приходить місцевий хлопець Жердяй і попереджає про привид графа і його сина, страчених імператрицею Єлизаветою, які сторожать скарб і з'являються в гаті на болоті. Наступного дня стає відомо, що вбито колишнього лісника графа. Хлопці вирішують провести самостійне розслідування…

## У ролях
- Сергій Шевкуненко — Міша Поляков
- Володимир Дичковський — Генка Петров
- Ігор Шульженко — Славка
- Марія Капніст — графиня
- Юрій Сидоров — Свиридов
- Віктор Чекмарьов — Єрофеєв
- Микола Кузьмін — човняр
- Олег Севастьянов — Жердяй
- Любов Малиновська — мати Жердяя
- Микола Крюков — кубинський комуніст

## Знімальна група
- Автор сценарію: Анатолій Рибаков
- Режисер-постановник: Микола Калінін
- Оператор-постановник: Ігор Ремишевський
- Художник-постановник: Юрій Альбицький
- Музика: Станіслав Пожлаков
- Тексти пісень: Булат Окуджава
- Звукорежиссер: Семен Шухман